# Leptocera paralutosa
Leptocera paralutosa är en tvåvingeart som beskrevs av Papp 1973. Leptocera paralutosa ingår i släktet Leptocera och familjen hoppflugor.
Artens utbredningsområde är Mongoliet. Inga underarter finns listade i Catalogue of Life.